# Baccio Bandini
Baccio Bandini (* 27. Januar 1913 in Rom; † 1989) war ein italienischer Filmproduzent, Filmeditor und Filmregisseur.

## Leben
Nach einem Abschluss in Rechtswissenschaften begann Bandini seinem Interesse an Filmen durch Assistenz bei Marco Elter nachzugehen. Bis 1945 war er auch als Editor beschäftigt. Nach dem Zweiten Weltkrieg war er an zahlreichen Filmen in der Produktion beteiligt; 1947 drehte er den Dokumentarfilm Come si gira un film und war bis 1961 drei Mal für die italienischen Versionen international produzierter Filme als Regisseur verantwortlich.

## Filmografie (Auswahl)

### Regisseur
- 1947: Come si gira un film (Dokumentarfilm)
- 1951: Ich liebe einen Mörder (Amo un assassino) (italienische Version)
- 1960: Im Land der langen Schatten (Ombre bianche) (italienische Version)
- 1961: Degenduell (Lo spadaccino di Siena) (italienische Version)

### Drehbuchautor
- 1964: Sklaven heute – Geschäft ohne Gnade (Le schiave esistono ancora)